# Wow!訊號

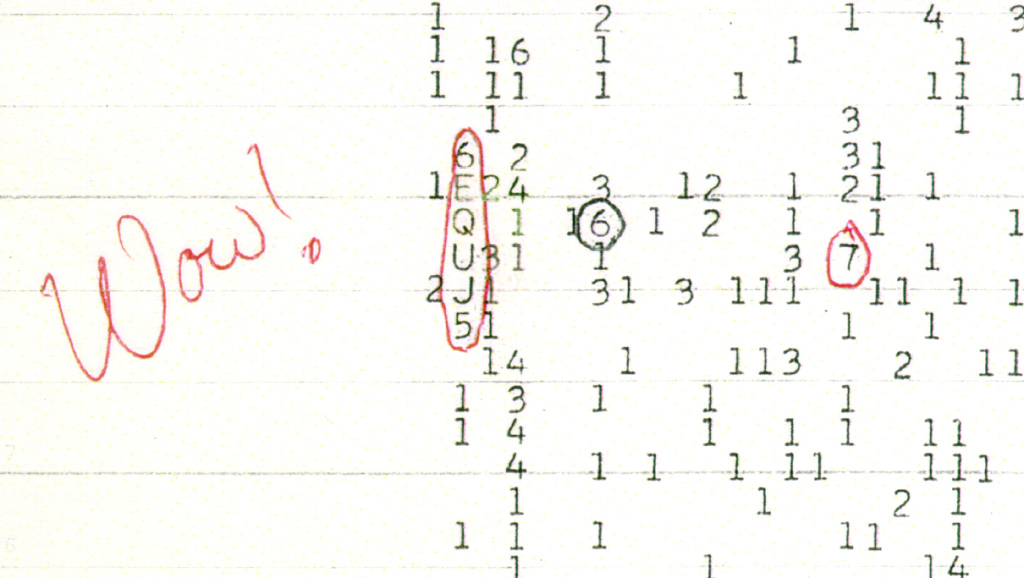
Wow!訊號

Wow!訊號是美國天文學家傑里·R·埃曼（Jerry R. Ehman）在1977年8月16日檢測到的一個明顯的窄頻無線電訊號，當時他使用的是搜尋地外文明計劃在俄亥俄州立大學的大耳朵電波望遠鏡。這個信號的特徵顯示其並非是來自類地行星和太陽系內的信號，並且大耳朵完整且持續觀測了72秒鐘，但是之後再也沒有收到這種訊號，並且當談到SETI的成果時，許多媒體都會聚焦在此一事件上。
驚訝於這個訊號與星際訊號天線選單中使用的是如此吻合，埃曼在電腦印表機的報表上圈出了這個訊號，並在旁邊寫上了「Wow!」，而這個註記就成為這個訊號的名稱。

## 報表的解讀
圈起來的字母代碼「6EQUJ5」描述信號變化的強度，每一個空格表示介於0至0.999…，數字1-9表是相對應地帶編號的強度（從1.000到9.999…），強度在10.0以上的用字母來表示（A相當於強度在10.0到10.999...，B是11.0至11.999…，依此類推）。因此U的數值在30.0至30.999…，是這架望遠鏡曾經檢測到的最大值。在這種情況下的強度是無單位的信噪雜訊比，是在數分鐘之前這個頻帶上的平均值。
兩個不同的數值的頻率分別是：1420.356MHz（J. D. Kraus）和1420.456MHz（J. R. Ehman），兩者與氫線1420.406MHz的差異都小於50KHz。

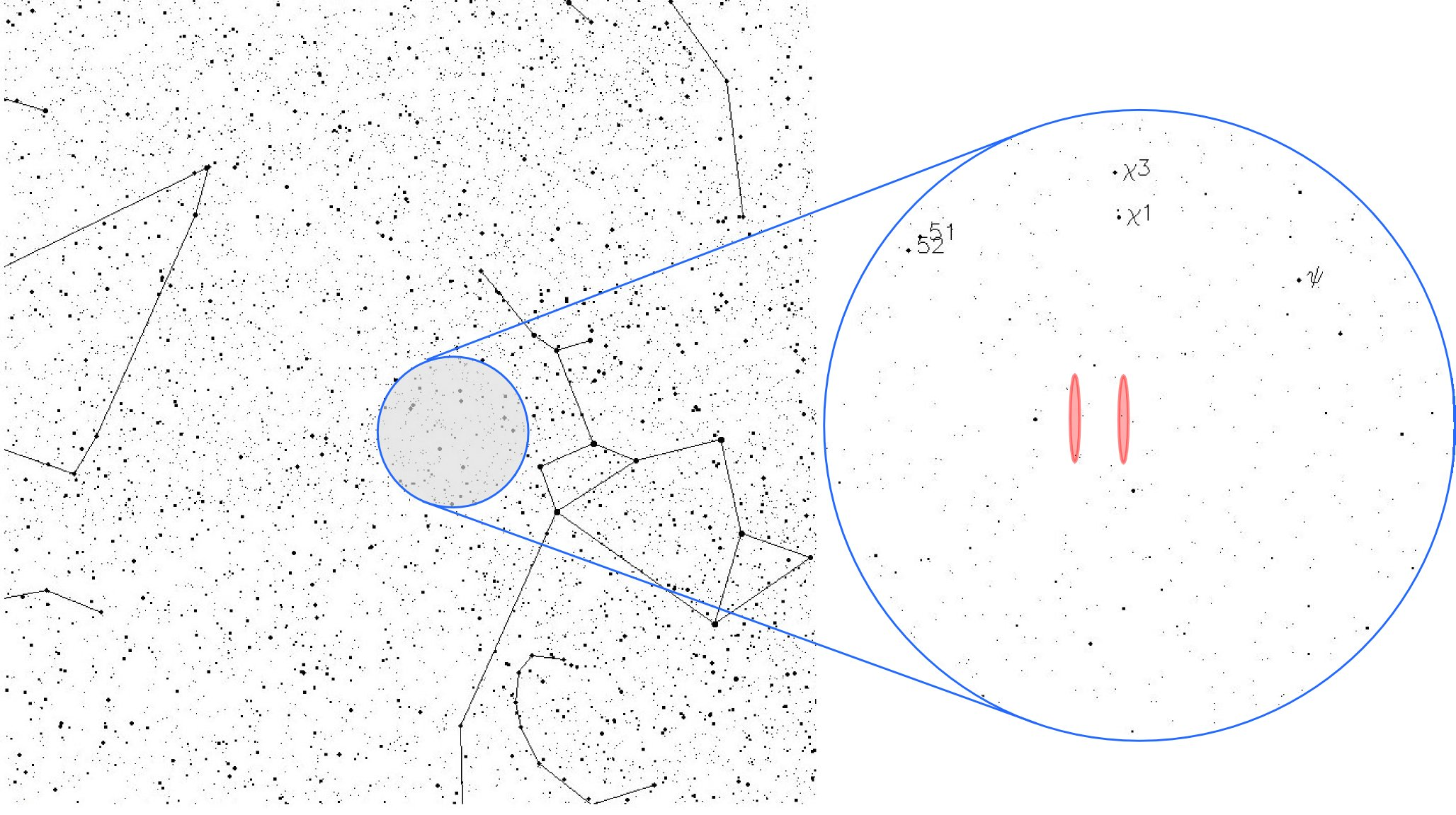
訊號的位置來自人馬座，靠近人馬座 χ的恆星集團附近。由於實驗上的设计，這個訊號的位置可能位於這兩個紅色帶狀區域之一，並且在緯度（垂直軸）上也有衰變造成的不確定性。為清楚起見，紅色帶狀區的寬度未依比例繪製，實際上應該更為狹窄。

## 訊號的位置
大耳朵望遠鏡的兩個號角形饋電器指向天空的方向略有不同，並且會隨著地球自轉而改變，因此要精確的訂出大耳朵搜尋到訊號的位置，事實上是很複雜的工作；Wow!訊號只有其中的一個號角收到而另一個沒有收到，雖然資料已經處理過，但若不是兩個號角同時收到的訊號，是不太可能精確的定出位置，因此它的赤經有兩個可能的位置：
- 19h22m22s ± 5s（正號角）
- 19h25m12s ± 5s（負號角）

赤緯則明確的測定為 −27°03′ ± 20′。這些數值都是以B1950.0曆元表示的。
轉換成J2000.0 曆元，相對應的赤經為：
- RA= 19h25m31s ± 10s 或  19h28m22s ± 10s，和赤緯
- Del.= −26°57′ ± 20′。

這個位置在天球上的人馬座，大約在亮度5等的人馬座 χ恆星集團的南方2.5度。
2020年11月8日，Alberto Caballero在缩小该讯号的源头范围之后，发现这可能是由1800光年外视星等为12.44等的一颗与太阳及其相似的恒星——2MASS 19281982-2640123——发出的，并于arXiv上刊登了他的发现。

## 時間變化

信号强度-时间图

大耳朵望遠鏡是固定著隨著地球自轉掃掠天空。依據地球自轉的速率和大耳朵的觀測窗口，大耳朵對任何一個點的觀測時間都是72秒鐘。因此一個來自地球之外的訊號，將只會被記錄到72秒鐘，並且訊號會逐漸增強，而在第36秒時會顯示出訊號最強 － 訊號抵達大耳朵的觀測窗口中央位置，然後強度就會開始衰減。 
因此，Wow!訊號的長度不僅正好是72秒鐘，並且其強度變化也符合來自地球之外的訊號模式。

## 訊號重現的搜尋
在任何情況下，一個號角接收到的訊號，隔三分鐘後，另一個號角也會收到，但是這一次沒有。傑里·R·埃曼在收到這個訊號之後，每個月都嘗試用大耳朵再次接收這個訊號，但是都沒有成功。
在1987年和1989年，Robert Gray使用在橡樹嶺天文台的META陣列搜尋這個訊號，但是也未能再偵測到。
在1995年和1996年，Gray 也使用比大耳朵更強而有力的甚大天線陣進行搜尋。
Gray和Dr. Simon Ellingsen之後在1999年使用塔斯馬尼亞大學性能更好的霍伯特26m 無線電望遠鏡再度搜尋這個訊號，在原訊號位置的附近進行了6次14小時的觀測，但依然沒有偵測到任何與Wow!訊號相似的訊號。

## 可能解釋
2017年，安東尼奧·巴黎（Antonio Paris）認為Wow!訊號可能由一個或兩個途經太陽系的彗星266P/Christensen和P/2008 Y2 (Gibbs)所產生。他認為彗星靠近太陽時會釋放出大量的氫雲，就是這些氫雲產生了Wow!訊號。然而，這一理論引起其他學者強烈的批評，包括大耳朵電波望遠鏡研究團隊成員，因為更詳細的分析表明這些彗星在當時並不在號角觀測範圍。此外，彗星在這些頻率下未發出無線電訊號，並且沒有解釋為什麼在一個號角中可以觀察到彗星，但在另一個號角中卻沒有觀測到彗星。
蓋亞任務對訊號可能的來源區域觀測超過3,000顆恆星，發現距離地球最近的20顆恆星位於388至1,000光年之間。
2024年，三位研究人员提出了一個説法，他們分析了位於波多黎各的阿雷西博天文台在2017年至2020年期間所收集的存档数据，其發現在2020年2月至5月期间，阿雷西博多次接收到了来自於太空的强烈窄带射电信号，類似於Wow!訊號，但強度比較低，研究團隊表示其認為Wow!訊號可能是星际氢冷云突然变亮這個現象所產生的記錄了氢脉泽的氢信号，儘管研究團隊承認這個説法仍然未被證實，不過其宣稱這個假説或許是迄今最合理的解答方案，目前不少專家認為這個假説缺乏足夠的證據，並且需要進一步的發展。

## 外部連結
- Ehman, J. R. (2007). The Big Ear Wow! Signal (30th Anniversary Report) （页面存档备份，存于）
- Location on Google Sky （页面存档备份，存于）
- location on YourSky （页面存档备份，存于）